# Diospyros acapulcensis
Diospyros acapulcensis là một loài thực vật có hoa trong họ Thị. Loài này được Kunth mô tả khoa học đầu tiên năm 1819.